# Фолоника
Фолоника (итал. Follonica) град је у средишњој Италији. То је други по величини град округа Гросето у оквиру италијанске покрајине Тоскана.

## Природне одлике
Град Фолоника налази се у средишњем делу Италије, 140 км јужно од Фиренце, седишта покрајине. Град се налази на обали Тиренског мора, у омањем заливу који је добио име по граду - Фолонички залив.

## Становништво
Према резултатима пописа становништва 2011. у општини је живело 21.479 становника.
| 1931. | 1936. | 1951. | 1961.  | 1971.  | 1981.  | 1991.  | 2001.  | 2011.  |
| ----- | ----- | ----- | ------ | ------ | ------ | ------ | ------ | ------ |
| 5.104 | 5.727 | 7.818 | 10.203 | 16.775 | 21.378 | 21.353 | 21.091 | 21.479 |

Фолоника данас има око 22.000 становника (бројчано други град у округу), махом Италијана. Током протеклих деценија градско становништво стагнира.

## Привреда
Градска привреда се махом заснива на туризму, будући да је Фолоника познато приморско одредиште, које посећује најчешће домаће, италијанско становништво. Посебно треба истаћи да је град познат по веома чистим плажама.

## Партнерски градови
- Шарлроа
- Колобжег
- Hedemora

## Галерија
- Фолоника са неба
- Торањ градске Цркве св. Леополда
- Градско читалиште